# Ерне Шоймоші
Ерне Шоймоші (угор. Solymosi Ernő, 21 червня 1940, Діошдьйор — 19 лютого 2011, Будапешт) — угорський футболіст, що грав на позиції півзахисника, зокрема, за клуб «Уйпешт Дожа», а також національну збірну Угорщини.
Триразовий чемпіон Угорщини. Дворазовий володар кубка Угорщини.

## Клубна кар'єра
У футболі дебютував 1958 року виступами за команду «Діошдьйор», в якій провів три сезони. 
Своєю грою за цю команду привернув увагу представників тренерського штабу клубу «Уйпешт Дожа», до складу якого приєднався 1961 року. Відіграв за клуб з Будапешта наступні десять сезонів своєї ігрової кар'єри. Більшість часу, проведеного у складі «Уйпешт Дожа», був основним гравцем команди.
Завершив ігрову кар'єру у команді «Печ», за яку виступав протягом 1971—1972 років.

## Виступи за збірну
1960 року дебютував в офіційних матчах у складі національної збірної Угорщини. Протягом кар'єри у національній команді провів у її формі 38 матчів, забивши 7 голів.
У складі збірної був учасником  футбольного турніру на Олімпійських іграх 1960 року у Римі, на якому команда здобула бронзові нагороди, чемпіонату світу 1962 року у Чилі, чемпіонату Європи 1964 року в Іспанії, на якому команда здобула бронзові нагороди.
Помер 19 лютого 2011 року на 71-му році життя.

## Титули і досягнення
- Чемпіон Угорщини (3):

«Уйпешт Дожа»: 1969, 1970, 1970-71
- Володар кубка Угорщини.

«Уйпешт Дожа»: 1969, 1970
- Бронзовий олімпійський призер: 1960